# Initiative pour la Catalogne Verts
Pour les articles homonymes, voir ICV.
Initiative pour la Catalogne Verts (en catalan, Iniciativa per Catalunya Verds, abrégé en ICV) est un parti de gauche, d'inspiration néo-communiste et écologiste, fondé en 1987 et dissous en 2019.

## Histoire
ICV avait mené campagne avec la Gauche unie et alternative (référent de la Gauche unie en Catalogne) et cette alliance a gagné 12 députés au Parlement de Catalogne en 2006.
Les Verts Catalans comptent depuis 2008 un député au Congrès des députés ainsi qu'un député européen Raül Romeva (de 2004 à 2014), puis Ernest Urtasun depuis 2014, inscrit du Groupe des Verts/Alliance libre européenne.

## Résultats électoraux

### Cortes générales
| Année | Congrès des députés | Congrès des députés | Congrès des députés | Congrès des députés | Sénat  | Sénat                                  |
| Année | %                   | Voix                | Rang                | Sièges              | Sièges | Coalition                              |
| ----- | ------------------- | ------------------- | ------------------- | ------------------- | ------ | -------------------------------------- |
| 2000  | 3,54                | 119 290             | 5e                  | 1 / 46              | 0 / 16 |                                        |
| 2004  | Au sein de ICV/EUiA | Au sein de ICV/EUiA | Au sein de ICV/EUiA | 2 / 47              | 1 / 16 | Accord catalan pour le progrès         |
| 2008  | Au sein de ICV/EUiA | Au sein de ICV/EUiA | Au sein de ICV/EUiA | 1 / 47              | 1 / 16 | Accord catalan pour le progrès         |
| 2011  | Au sein de ICV/EUiA | Au sein de ICV/EUiA | Au sein de ICV/EUiA | 2 / 47              | 1 / 16 | Accord pour le progrès de la Catalogne |
| 2015  | Au sein de ECP      | Au sein de ECP      | Au sein de ECP      | 3 / 47              | 2 / 16 | En Comú Podem                          |
| 2016  | Au sein de ECP      | Au sein de ECP      | Au sein de ECP      | 3 / 47              | 2 / 16 | En Comú Podem-Guanyem el Canvi         |

### Parlement catalan
| Année | Tête de liste | Sièges   | Voix               | %                  | Rang               |
| ----- | ------------- | -------- | ------------------ | ------------------ | ------------------ |
| 1988  | Rafael Ribó   | 9 / 135  | 209 211            | 7,76               | 3e                 |
| 1992  | Rafael Ribó   | 7 / 135  | 171 794            | 6,50               | 4e                 |
| 1995  | Rafael Ribó   | 11 / 135 | 313 092            | 9,71               | 5e                 |
| 1999  | Rafael Ribó   | 5 / 135  | 78 441             | 2,51               | 5e                 |
| 2003  | Joan Saura    | 3 / 135  | Au sein d'ICV-EUiA | Au sein d'ICV-EUiA | Au sein d'ICV-EUiA |
| 2006  | Joan Saura    | 6 / 135  | Au sein d'ICV-EUiA | Au sein d'ICV-EUiA | Au sein d'ICV-EUiA |
| 2010  | Joan Herrera  | 6 / 135  | Au sein d'ICV-EUiA | Au sein d'ICV-EUiA | Au sein d'ICV-EUiA |
| 2012  | Joan Herrera  | 7 / 135  | Au sein d'ICV-EUiA | Au sein d'ICV-EUiA | Au sein d'ICV-EUiA |
| 2015  | Lluís Rabell  | 3 / 135  | Au sein de CSQP    | Au sein de CSQP    | Au sein de CSQP    |